# 孙丰
孙丰（？—？），山西介体人，是一名清朝政治人物。
道光二十三年，接替謝克一。擔任江蘇宜興縣知縣七月署。后由陆保接任。孙丰曾接替袁祖德任上海县知县一职，1855年由黄芳接任。